# Пистазор (район Рудаки)
Пистазор (тадж. Пистазор; до 2008 года — Косабулок) — село в районе Рудаки Республики Таджикистан. Входит в состав джамоата (сельской общины) Эсанбой района Рудаки.
Находится на расстоянии 43 км от райцентра (пгт. Сомониён) и 22 км от центра общины (село Эсанбой).
Население — 1445 чел. (2017).